# یاد آر ز شمع مرده یاد آر
«یاد آر ز شمع مرده یاد آر» که با نام «ای مرغ سحر» نیز شناخته می‌شود، شعری در قالب مسمّط و شامل پنج بندِ نه‌مصراعی است که علی‌اکبر دهخدا در رثای جهانگیرخان صور اسرافیل سرود. این شعر نخستین بار در ۱۷ اسفند ۱۲۸۷ ه‍.خ در آخرین شمارهٔ نشریهٔ صور اسرافیل در ایوردون، سوئیس منتشر شد.
جهانگیرخان صور اسرافیل، مدیر نشریهٔ صور اسرافیل و در زمرهٔ مشروطه‌خواهانی بود که در سال ۱۲۸۷ ه‍.خ پس از به توپ بستن و تعطیلی مجلس به دست عوامل محمدعلی شاه قاجار دستگیر، شکنجه و اعدام شدند. دهخدا که به عنوان سردبیر و نویسنده در این نشریه همکاری می‌کرد، پس از مدتی از ایران تبعید شد و به سوئیس رفت و تصمیم گرفت انتشار صور اسرافیل را در تبعید از سر بگیرد که موفق به انتشار سه شماره از آن شد.
این شعر در زمان جنبش مشروطه ایران سروده شده‌است؛ زمانی که موج ادبی جدیدی در زبان فارسی شروع شد که بر تحولات سیاسی و اجتماعیِ وقت متمرکز بود. موج ادبی جدید، با رنگ‌وبوی سیاسی عموم جامعه را مخاطب قرار می‌داد. در این دوران، بسیاری از نویسندگان و شاعران از زبانی ساده و بعضاً از زبان محاوره کمک می‌گرفتند و بسیاری از واژه ها را با بار معنایی جدیدی به کار می‌بردند. 
شاعر در زمان سرودن این شعر، در‌حالی که سوگوارِ قتلِ دوست و همکار خود، میرزا جهانگیرخان صور اسرافیل بوده، به آینده‌ای روشن برای جنبش مشروطه ایران امید داشته و از این رو، تقابلِ «سوگ» و «امید به پیروزی» درون‌مایه اصلی شعر را تشکیل داده‌است.  در این شعر برخی از عناصر نمادین، از ناخودآگاه جمعی فرهنگ ایران باستان انتخاب شده‌است، ولی شاعر در به‌کارگیری بعضی از آن‌ها، سنت‌شکنی کرده و برایشان وجهی اجتماعی قائل شده‌است. همچنین نمونه‌های متعددی از جان‌بخشی، استعاره، تشبیه و تلمیح در آن مشهود است و شاعر با استفاده از ترکیبات آوایی مناسب، موسیقی درونی شعر را غنی کرده‌است. زبان این شعر روایی و لحن آن حزن‌انگیز است. برخی از ادیبان ایران مانند منوچهر آتشی، یحیی آرین‌پور و غلامحسین یوسفی، آن را شعری بدیع تلقی کرده‌اند که قالب‌های کهنه در ادبیات فارسی را به چالش کشیده‌است. به نظر می‌رسد که شعری ترکی الهام بخش سرایش شعر بوده است. با این حال، نشانه‌هایی از تأثیر اشعار شاعران اروپایی هم در آن به چشم می‌خورد. این شعر الهام‌بخش شاعران دیگری مانند محمدتقی بهار و پروین اعتصامی در سرودن اشعار بوده‌است.

## زمینه

### زمینهٔ سیاسی
در ۲۱ آذر ۱۲۸۴ علاءالدوله، حاکم تهران در تلاش برای پایین آوردن قیمت شکر، دو تن از تاجران خوشنام را فلک کرد. با انتشار این خبر، دو هزار تن از کسبه و طلاب به رهبری سید محمد طباطبایی و سید عبدالله بهبهانی در حرم شاه عبدالعظیم بست نشستند و خواسته‌های خود را چنین اعلام کردند: برکناری حاکم تهران، برکناری رئیس بلژیکی گمرک، اجرای شریعت و تأسیس عدالتخانه. در پی ناآرامی‌ها، اعتراضات و بست‌نشینی‌های مردم، سرانجام مظفرالدین شاه، فرمان مشروطیت را در ۱۳ مرداد ۱۲۸۵ امضا کرد. پس از تشکیل مجلس و تدوین قانون اساسی، مظفرالدین شاه، نهایتاً در تاریخ ۸ دی ۱۲۸۵ آن را امضا کرد، اما پنج روز بعد درگذشت و فرزندش محمدعلی شاه بر تخت نشست. او نمایندگان را به مراسم تاجگذاری دعوت نکرد و وزرای کابینه را به نادیده گرفتن مجلس تشویق می‌کرد و برای تضعیف مخالفان خود به اختلافات مذهبی و قومیتی در مناطق مختلف کشور دامن می‌زد.
اگرچه مخالفت محمدعلی‌شاه با مشروطه، عملاً راه به جایی نبرد و شاه ناگزیر به تسلیم در مقابل مجلس شد، اما اختلاف در بین نمایندگان مجلس و طیف‌های مختلف سیاسی و مذهبی، آرام‌آرام نمایان شد. دموکرات‌ها در مجلس طرح‌ها و پیشنهادهایی را مطرح می‌کردند که با مخالفت میانه‌روها مواجه می‌شد. نشریاتی مانند صور اسرافیل و حبل‌المتین با دخالت روحانیان در سیاست مخالفت کردند که اعتراض محافظه‌کاران و برخی از میانه‌روها را در پی داشت. آنها این گروه را ضد دین معرفی می‌کردند.
در روز دوم تیر ۱۲۸۷ نیروهای نظامی قزاق به دستور محمدعلی شاه مجلس شورای ملی را به توپ بستند و آن را تسخیر کردند. بهانه اصلی این لشکرکشی، پناهنده شدن چند نفر از روزنامه‌نگاران و واعظان مخالف شاه از جمله ملک‌المتکلمین، سید جمال واعظ، میرزا جهانگیرخان صوراسرافیل و سیدمحمدرضا مساوات بود که بیشترین و تندترین انتقادها به شاه را داشتند. شاه خواهان دستگیری این عده بود، اما مجلس با تحویل این اشخاص مخالفت ورزیده بود. این نویسندگان و سخنوران از شاه بدگویی می‌کردند، عزل یا اعدام او را می‌خواستند و او را «پسر ام‌الخاقان» خطاب می‌کردند. با پیروزی قوای دولتی، نیروهای مشروطه‌خواه تحت تعقیب قرار گرفتند و بسیاری از آنان، از جمله میرزا ابراهیم تبریزی، شیخ احمد روح‌القدس، ملک المتکلمین، میرزا جهانگیرخان، سید جمال‌الدین واعظ و قاضی ارداقی دستگیر، شکنجه و کشته شدند. در شهرهای دیگر مانند انزلی و اردبیل هم مشروطه‌خواهان شاخص شکنجه و اعدام شدند. عده دیگری نیز به کشورها یا سفارتخانه‌های خارجی پناه بردند یا به نحوی پنهان شدند تا از گزند نیروهای دولتی در امان بمانند. دفاتر روزنامه‌ها و انجمن‌ها در هم شکسته و غارت شد. 

### زمینهٔ ادبی
همزمان با وقوع انقلاب مشروطه در ایران، موج ادبی جدیدی در زبان فارسی شروع شد که بر تحولات سیاسی و اجتماعیِ وقت متمرکز بود. موج ادبی جدید، رنگ‌وبوی سیاسی داشت و در آثار شاعران و نویسندگان این دوره، مفاهیمی مانند وطن‌پرستی، مبارزه با استبداد، عدالت‌خواهی و حکومت مبتنی بر قانون مطرح می‌شد. بعضی از واژه‌ها، که کاربرد آنها در ادبیات فارسی کهن سابقه داشت، در ادبیات مشروطه، رنگ‌وبوی جدیدی گرفتند. به طور مثال، در این دوره، واژهٔ آزادی به مفهوم غربی آن، که دربردارندهٔ مضمون حکومت مبتنی بر قانون و حفظ حقوق شهروندان جامعه است، مورد استفاده قرار گرفت.
بر اساس اظهار نظر محمد کلهر، استاد دانشگاه ادبیات در دوران انقلاب مشروطه از کنترل و انحصار دربار و اشراف خارج شد و در سطح عموم جامعه مخاطبان خود را پیدا کرد، چنان‌که بسیاری از نویسندگان و شاعران برای ارتباط بهتر با طبقات مختلف جامعه، از زبانی ساده و بعضاً از زبان محاوره کمک گرفتند و حتی از واژه‌های فرنگی در اشعار خود استفاده نمودند.

### دربارهٔ شاعر

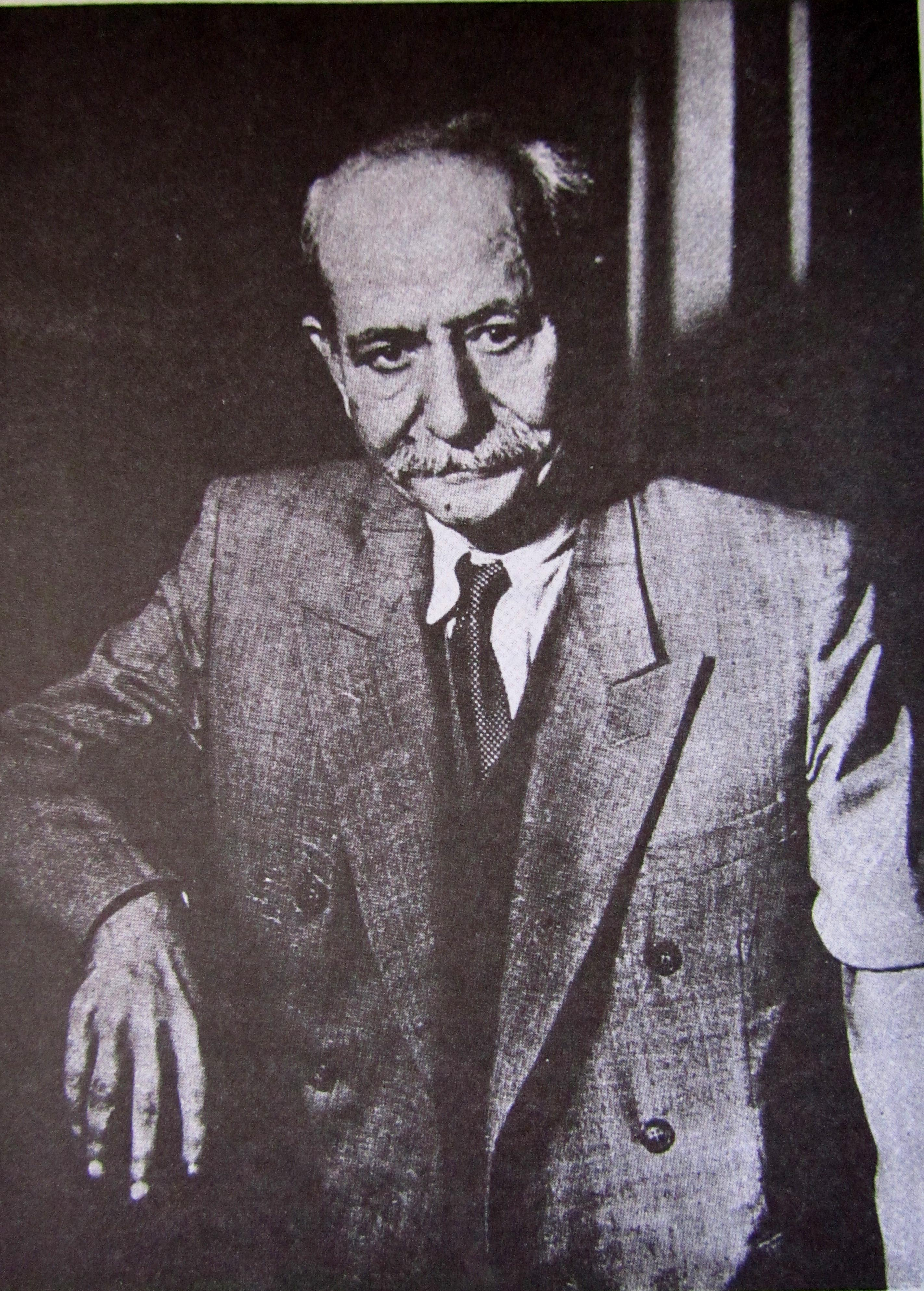
علی‌اکبر دهخدا

علی‌اکبر دهخدا در سال ۱۲۸۲ از مدرسه علوم سیاسی فارغ‌التحصیل شد و برای کار در سفارتخانه ایران در بالکان، راهی اروپا شد، اما به دلایل نامعلومی، دو سال بعد به ایران بازگشت. میرزا جهانگیرخان صور اسرافیل در سال ۱۲۸۶ از او برای همکاری در نشریهٔ صور اسرافیل دعوت کرد. همکاری دهخدا با این نشریه به عنوان نویسنده و سردبیر تا زمان به توپ بستن مجلس و تعطیلی نشریه ادامه داشت. دهخدا در این نشریه ستونی با نام چرند و پرند با امضای «دخو» می‌نوشت که آغاز سبکی جدید در نثر فارسی محسوب می‌شود. او مطالب سیاسی و اجتماعی را با زبان طنز انعکاس می‌داد.
در روز دوم تیر ۱۲۸۷ که محمدعلی شاه مجلس را به توپ بست، نیروهای مشروطه‌خواه تحت تعقیب قرار گرفتند و میرزا جهانگیرخان هم دستگیر، شکنجه و کشته شد. اما علی اکبر دهخدا که در انتشار این روزنامه با میرزا جهانگیرخان از نزدیک همکاری داشت، از ایران تبعید شد و به اروپا رفت. او در شهر ایوردون کشور سوئیس، انتشارِ روزنامه صور اسرافیل را از سر گرفت.
دهخدا در سال ۱۲۸۷ سه شماره از صور اسرافیل را در سوئیس منتشر کرد. سرودن شعر «یاد آر ز شمع مرده یاد آر» به همین دوران بازمی‌گردد که دهخدا از رویدادهای ایران و به خصوص اعدام همکار و دوست سابقش متأثر بود و دور از خانواده و دوستان خود به سر می‌برد. او سپس برای همکاری با انجمن سعادت به استانبول رفت و پس از پیروزی مشروطه‌خواهان و عزل محمدعلی شاه، دوباره به ایران بازگشت.

## سرایش و انتشار
شهید راه حریت و صادق‌ترین مدافع حقوق وطن، میرزا جهانگیرخان شیرازی، مدیر روزنامه صور اسرافیل که در صبح ۲۴ جمادی‌الاول ۱۳۲۴ به سن سی و دو سالگی در باغشاه تهران به درجه شهادت نائل گردید. شرح زندگی و خدمات آن وجود مقدس را عن‌قریب به صورت کتابی طبع و محض تخلید آن نام فناناپذیر تشر خواهیم داد.

تصویر آرشیوی از صفحات نشریه صور اسرافیل
درباره چگونگی سرایش این شعر، دهخدا در خاطرات خود نقل کرده‌است که یک شب میرزا جهانگیرخان را در خواب دید که به او می‌گوید «چرا نگفتی که او جوان افتاد؟» دهخدا در عالم رؤیا چنین برداشت کرد که منظور جهانگیر خان این است که «چرا مرگ مرا در جایی نگفتی یا ننوشتی؟» و بلافاصله «یاد آر ز شمع مرده یاد آر» به او الهام شد. او همان شب تا صبح سه بند اول این شعر را نوشت و روز بعد، ضمن اصلاح آنها، دو بند دیگر بر آن افزود. به این ترتیب، شعر شامل پنج بندِ نه‌مصراعی  و جمعاً دارای ۴۵ مصراع است. دهخدا شعر را در ۱۷ اسفند ۱۲۸۷ ه.خ برابر با ۱۵ صفر ۱۳۲۷ ه.ق و ۸ مارس ۱۹۰۹ م، در سومین و آخرین شماره نشریه صور اسرافیل، به همراه عکسی از میرزا جهانگیرخان چاپ کرد و بر بالای شعر نوشت: «وصیت‌نامۀ دوست یگانۀ من هدیۀ برادری بی‌وفا به پیشگاه آن روح اقدس و اعلی».
این شعر بعداً در کتاب‌های مختلفی نیز به چاپ رسید که از آن جمله می‌توان به از صبا تا نیما، چشمه روشن و دیوان دهخدا اشاره کرد. نسخه‌های این شعر بعد از انتشار در نشریه صور اسرافیل دارای اختلافاتی جزئی با نسخهٔ اولیه بودند.
ادوارد براون، خاورشناس انگلیسی، در کتاب تاریخ مطبوعات و ادبیات ایران جدید که در سال ۱۹۱۴ میلادی به انگلیسی منتشر شد، متن فارسی و ترجمهٔ انگلیسی این شعر را منتشر کرد.
| بند | مصراع | صور اسرافیل               | دیوان دهخدا و چشمه روشن    | از صبا تا نیما            |
| --- | ----- | ------------------------- | -------------------------- | ------------------------- |
| یک  | هفت   | یزدان به کمال شد نمودار   | یزدان به کمال شد پدیدار    | یزدان به کمال شد پدیدار   |
| دو  | پنج   | رفتی بر یار خویش و پیوند  | رفتی بر یار و خویش و پیوند | رفتی بر یار خویش و پیوند  |
| سه  | شش    | تو داده ز کف قرار و تمکین | تو داده ز کف زمام تمکین    | تو داده ز کف قرار و تمکین |
| سه  | هشت   | ناداده به نار شوق تسکین   | ناداده به نار شوق تسکین    | ناداده به ناز شوق تسکین   |
| پنج | شش    | گِل بست دهان ژاژخایی       | گُل بست زبان ژاژخایی        | گل بست زبان ژاژخایی       |
| پنج | نُه    | پیمانه وصل خورده یاد آر   | تسنیم وصال خورده یاد آر    | پیمانه وصل خورده یاد آر   |

## محتوا
«یاد آر ز شمع مرده»، یک مرثیه است که در سوگ میرزا جهانگیرخان صور اسرافیل سروده شده‌است. البته شاعر در این شعر نه به نام میرزاجهانگیرخان و نه محمدعلی شاه اشاره‌ای ندارد و اگر خود شاعر در نوشته‌های خود سبب سرایش آن را ننوشته بود، نمی‌شد قرینه‌ای مابین این شعر و آن واقعه یافت. به نوعی بدون اطلاع از این سابقه، می‌توان آن را با هر ظلم، ظالم و مظلوم دیگری نیز منطبق کرد.
شاعر در زمان سرودن این شعر، در حالی که سوگوار به قتل رسیدن دوست و همکار خود بود، به آینده‌ای روشن برای جنبش مشروطه ایران امید داشت و از همین رو، تقابل «سوگ» و «امید به پیروزی» درون‌مایهٔ اصلی آن را تشکیل می‌دهد. شاعر، به عقیدۀ کریمی حکاک، این شعر را از زبان میرزاجهانگیرخان نوشته و آن را وصیت‌نامۀ وی تلقی کرده‌است؛ چنان که انگار خود وی زنده است و این مضمون را می‌گوید. در هر پنج بند از این شعر، الگوی معنایی واحدی تکرار شده‌است؛ «ای ب! زمانی که وضعیت A جای خود را به وضعیت B داد، الف را به یاد بیاور.» به گفته کریمی حکاک، هر یک از بندهای شعر، شگردهای خاص خود را به کار گرفته‌اند تا این معنا را به صورت متفاوتی بیان کنند و به آن عمق و گستردگی بدهند.
بند نخست این قطعه شعر، ضمن خلق تصویری از آشفتگی سیاسی و اجتماعی ایران در آن روزگار، نوید پیروزی و رهایی می‌دهد. مرغ سحر در نخستین بیت شعر، «ای مرغ سحر چو این شب تار/بگذاشت ز سر سیاه‌کاری»، نمادی از به پایان رسیدن شب و فرارسیدن صبح است. او با استفاده از تعبیر «شمع مرده» در آخرین مصراع این بند، میرزا جهانگیرخان را شمعی توصیف کرده‌است که روشنایی‌بخشِ جمع بوده و اینک خاموش شده‌است.
شاعر در بند دوم از شعر به داستان یوسف پیامبر اشاره می‌کند که در زندان، خوابِ هم‌بندش را «رهایی از زندان» تعبیر کرد و آن هم‌بند پس از مدتی از زندان آزاد شد، اما یوسف را از یاد برد. شاعر در این بند نوعی تذکر و هشدار می‌دهد که در صورت پیروزی و بازگشت به جمع خویشان و یاران، نباید مرارت‌های کشتگان راه آزادی را از یاد بُرد.
یکی دیگر از بندها که با «ای همره تیه پور عمران» شروع شده‌است، به داستان موسی و قوم بنی‌اسرائیل اشاره دارد که از موسی پیروی نمی‌کنند و وارد سرزمین موعود نمی‌شوند و در بیابان تیه سرگردان می‌شوند. شاعر سال‌های سرگردانی را «سنین معدود» دانسته که «به گناه مردم نادان» تحمیل شده‌است. با استفاده از عبارت «سنین معدود» شاعر، گستره زمانی خود از «سحر شدن شب» یا «فرا رسیدن بهار پس از سپری شدن زمستان» فراتر برده و به آن بُعدی تاریخی بخشیده‌است.
در بند آخر، شاعر تحقق قطعی آرزوی خود را در آینده پیشگویی کرده‌است؛ همان‌طور که یوسف از زندان آزاد شد و همان‌طور که قوم موسی به سرزمین موعود وارد شدند، روزگار طلاییِ رهایی از استبداد نیز فرا خواهد رسید و شاعر از مردمان آن روزگار می‌خواهد تا خاطرات دوران استبداد را به یاد داشته باشند.

## فرم و ویژگی‌ها

### موسیقی
قالب این شعر مسمط است و در وزن «مفعول مفاعلن فعولن» یا بحر هزج مسدس اخرب مقبوض محذوف سروده شده‌است. به گفته ناتل خانلری، این وزن از وزن‌های قدیمی است که قدمت آن به دوران پیش از اسلام می‌رسد. منظومه‌های لیلی و مجنون نظامی گنجه‌‌ای، مجنون و لیلی امیرخسرو دهلوی و ترجیع‌بند «ای سرو بلندقامت دوست» سعدی از اشعار مشهوری هستند که بر این وزن سروده شده‌اند. این وزن، شاد و ضربی است و علی‌الظاهر برای سرودن مرثیه مناسب نیست، اما مؤلفه‌های عاطفی شعر «یاد آر ز شمع مرده یاد آر» باعث رفع این عدم تناسب شده‌است.
در این شعر، علاوه بر قافیه‌های اصلی، مصراع‌های اول هر بیت، قافیه مستقلی دارند. بنابراین موسیقی شعر از آواهای موزون غنی است. قافیهٔ مصراع‌های اول (تار، اسحار، زرتار و پدیدار)، با قافیهٔ مصراع آخر (یاد آر) یکی است. قافیهٔ این مصراع‌ها با قافیهٔ مصراع‌های بعدی‌شان (سیاهکاری، خماری، عماری و حصاری) نیز شباهت آوایی و کتبی زیادی دارند (ار و اری). علاوه بر این، ایجاد شباهت‌های آوایی در درون هر بند، باعث غنای موسیقی درونی شعر شده است، چنان‌که به باورِ هرمز مالکی، نویسنده، قافیهٔ اصلی بند چهارم، که در آن آوای «ان» تکرار می‌شود، «آن» شاهد نغز بزم عرفان را تداعی می‌کند که به گناه «آن» مردم نادان، در بادیه «جان» سپرده‌است.
تکرار عبارت «یاد آر» به‌عنوان ردیف در انتهای هر بند، ضرباهنگی برانگیزاننده به شعر داده‌است و عامل قدرتمندی در انتقال عاطفهٔ شاعر به مخاطب است. 
استفادهٔ مکرر از این فعل امر، نوعی تداعیِ سرزنشِ شاعر هم هست؛ گویی شاعر با دیدنِ خوابِ دوستِ از دست رفته‌اش، خود را برای فراموشکاری سرزنش می‌کند و به خود نهیب می‌زند.
از نظر مالکی، در این شعر چند آوای ناساز وجود دارد، از جمله استفاده از دو حرف قریب‌المخرجِ «چ» و «ش» در «چو شد...» و استفاده از دو حرف «ز» پیاپی در «ز زلف زرتار».

### زبان
زبان شعر، روایی و لحن آن حزن‌انگیز است. می‌توان آن را اثری مابین دوره ادبی بازگشت و دوره ادبی تجدد شمرد که با توجه به معیارهای ادبی زمان خود، شعری با زبان سلیس، اما باستان‌گرا محسوب می‌شود.
شعر حاویِ تلفیقی از واژه‌هایی با ریشهٔ فارسی و عربی است. در کنار کلماتِ نسبتاً ثقیلی که ریشهٔ عربی دارند (مانند نفحه یا محسود)، از کلماتی با ریشهٔ فارسی (مانند ژاژخایی و سپرغم) استفاده شده‌است که کاربرد آنها در دوران مشروطه متداول شده بود. این شعر، به‌جز حروف اضافه و ربط و ضمیر و امثال آن، ۱۶۴ واژه دارد که در حدود سه‌پنجمِ آنها فارسی و مابقی عربی است. این ترکیب‌بندی، در کلِ شعر تعادل ایجاد کرده و مانع از آن شده‌است که وجود ترکیبات و مفردات عربی آن را ناهموار کند.
عناصر زبانی این شعر، برگرفته از واژه‌های غزل (مانند بلبل، یار، محبوبه و...) و قصیده (مانند باغ و نگارخانه چین)، به‌ویژه قصیده‌های سبک خراسانی است. واژه‌ها و ترکیب‌ها از سه حوزهٔ «زندگی اجتماعی»، «طبیعت» و «معارف دینی» اخذ شده‌است. همچنین شش مصراع از آن با حرف عطف «و» شروع شده‌است که امروز در شعرهای نیمایی و سپید کاربرد دارد.

### صور خیال
دهخدا در بند نخست این شعر، شب را موجود زنده‌ای تصور کرده که سیاهکاری را بر سر گرفته‌است. در مقابل، خورشید به محبوبه‌ای موطلایی تشبیه شده‌ که گره از گیسوی زرین خود باز خواهد کرد. این تصویر می‌تواند به «باز شدن گره از کار فروبسته خلق» تعبیر شود. نمونهٔ دیگری از جان‌بخشی در این شعر، «مردنِ شمع» است.
شاعر برای توصیف روزگار بازگشت استبداد، بعد از به توپ بستن مجلس، از استعاره زمستان استفاده کرده‌است. تعابیری مانند «از سردی دی فسرده» گویای این استعاره است.

### نمادپردازی
شعر «یاد آر ز شمع مرده یاد آر»، آکنده از نمادهایی برخاسته از ناخودآگاه جمعی است. خورشید همچون نمادی برای غلبهٔ روشنایی بر تاریکی ریشه در اسطوره‌های هندواروپایی و سامی دارد. نبرد اهورامزدا با اهریمن نیز که در نهایت با پیروزی اهورا به پایان می‌رسد، از وجه‌های نمادین این شعر به حساب می‌آید. در میان ایرانیان باستان، شمع مظهری از روشنایی‌بخشی و خورشیدگونگی در تاریکی بوده‌است. شمع در ادبیات عارفانه ایرانی، نور حق و هدایت الهی است. شمع، در این شعر نیز به همین نیت به کار رفته، شمعی که خاموش شده و مرده، اما روزگاری روشنایی‌بخشِ جمع و محفلی بوده‌است.
دهخدا به جای این که دال‌های سنتی شعر فارسی را یکسره دور بریزد و دال‌هایی جدید ابداع کند، مفاهیم جدیدی در آنها گنجانده و دلالت‌های جدیدی به آنها داده‌است. او با استفاده از نمادهایی که در محیط فرهنگی وسیعی شناخته شده‌اند، توانسته‌است درون‌مایه شعر خود را در نهایت ایجاز بیان کند. دهخدا همچنین در یک سنت‌شکنی ادبی، با استفاده از صفات «مستمند» و «مسکین» برای بلبل، که در ادب فارسی معمولاً نماد «عاشق» است، یک وجه اجتماعی و اقتصادی به آن بخشیده‌است. این بلبلِ مستمندِ مسکین، یک رسالت تاریخی و سیاسی هم دارد و آن اینکه با فرا رسیدن بهار، به جای نغمه‌سرایی عاشقانه، در رثای کسی که جانش را فدای راه آزادی کرده‌است، ناله سر دهد. به گفته دهقانی و پاشایی، واژه «شب» برای نخستین بار در این شعر به عنوان نمادی برای دوران استبداد به کار رفته‌است و چنین ارتباط نمادینی تا پیش از این در ادبیات فارسی سابقه نداشته‌است. همچنین استفاده از «شمع» به عنوان نمادی از «شهید» نیز در ادبیات فارسی بی‌سابقه بوده‌است.

### تلمیح
داستان یوسف پیامبر، دستمایهٔ شاعر در بند دوم شعر است. در ایامی که یوسف در زندان است، رؤیای زندانیِ هم‌بند خود را تعبیر می‌کند و به او مژده آزادی می‌دهد. تعبیر یوسف، تحقق پیدا می‌کند، اما آن زندانی، یوسف را از یاد می‌برد. حال، شاعر که امروز به آزادی دست یافته‌است، همراهِ خود در ایامِ سیاه گذشته را یاد می‌کند. تلمیح به داستان یوسف، معنای دیگری را نیز به ذهن نزدیک می‌کند که رویای «تبعیدی» برای بازگشت به وطن است؛ رویایی که شاعر با اشاره به داستان یوسف، می‌گوید به‌طور قطع تحقق پیدا خواهد کرد.
تلمیح دیگری که در این شعر استفاده شده‌است، داستان سرگردانی قوم بنی‌اسرائیل در صحرای سینا و محرومیت آنها از رسیدن به سرزمین موعود به علتِ نافرمانی و گمراهی عده‌ای از این قوم است. در بند چهارم شعر، با اشاره به این داستان، شاعر مژدهٔ پایان‌یافتنِ ایام سرگردانی را می‌دهد.
دهخدا در بند آخر شعر به داستان شداد و فرورفتن بهشت افسانه‌ای او هم اشاره دارد که پیش‌بینی و توصیف او از نابودی استبداد است. کریمی حکاک، اشارۀ دهخدا به باغ ارم را از این جهت جالب توجه می‌داند که میرزا جهانگیرخان در «باغ شاه» اعدام شد و لذا می‌توان شداد را با محمدعلی شاه قرینه دانست.

### ایهام
عبارت «تعبیر عیان چو شد تو را خواب» معنایی دوگانه را به ذهن متبادر می‌کند. معنای نزدیک آن، از آنجا که شاعر قبل از بیان این عبارت، به داستان یوسف اشاره کرده‌است، «معنی کردن رویا» است. اما هم «خواب» و هم «تعبیر» در ادبیات فارسی معنای دیگری نیز دارند؛ خواب در معنای «خیال» و تعبیر در معنی «تحقق یافتن». بنابراین می‌توان این عبارت را «تحقق یافتن آرزوها و خیالات شاعر» هم معنا کرد.

## بازخورد

### نقدها
وصیت‌نامهٔ مرحوم میرزا جهانگیرخان را که بنا بود به شعر بسازم، تمام کرده‌ام. حاضر است. به نظر خودم تقریباً در ردیف اول شعرهای اروپایی است. گرچه دختری که ننش تعریف کند، برای دایی‌اش خوب است.

غلامحسین یوسفی این شعر را مرثیه‌ای متفاوت در ادبیات فارسی دانسته‌است که «تجدد و تازگی» در «تار و پود و اجزای صوری و معنوی آن» مشهود است. وی یکی از وجوه تمایز این شعر را عدم استفاده از فعل ماضی دانسته‌است. یوسفی معتقد است که این شعر، پیام و مقصود کوتاه و بارزی دارد، اما شاعر در هر بند، با خلق کردن یک تصویر جدید، وجهی (به تعبیر خودِ یوسفی «رنگی») متفاوت از این معنا را بیان کرده‌است و مصراع آخر هر بند، مانند «برگردان در یک قطعه موسیقی»، تمام این تصویرها را به یکدیگر پیوند می‌دهد.
یحیی آرین‌پور، نویسندهٔ کتاب از صبا تا نیما، این شعر را «بدعت تازه»ای شمرده‌است که «پای از چهاردیوار افکار و انواع مرسوم شعر قدیم بیرون نهاد.» منوچهر آتشی، شاعر، آن را گواه زنده‌ای از پیشگامی دهخدا در شعر معاصر دانسته که اگرچه در قالبی کهنه سروده شده، اما واجد دید شاعرانهٔ غیرمتکلف است. منیب‌الرحمن، نویسنده کتاب شعر فارسی بعد از انقلاب، آن را «طغیان» دهخدا علیه قالب‌های سنتی شعر توصیف می‌کند. او این شعر را نخستین شعر فارسی می‌داند که در آن نفوذ شعر اروپایی مشهود است. رعدی آذرخشی آن را سرمشقی برای شعر نو توصیف کرده‌است.
خودِ شاعر، در نامه‌ای به معاضدالسلطنه پیرنیا، آن را هم‌ردیفِ بهترین شعرهای اروپایی دانسته‌است.

### تأثیرپذیری
آرین‌پور احتمال می‌دهد که دهخدا این شعر را تحت تأثیر شعر «وقتا که گلوب بهار یکسر» از محمود اکرم بیگ رجایی‌زاده، شاعر جریان‌ساز ترک، سروده باشد. این شعر دارای چهار بندِ نُه‌مصراعی است که در مصراعِ نهمِ هر بند، مصراعی کم‌وبیش مشابه «یاد ایت بنی بر دقیقه یاد ایت» به معنی «مرا به یاد آر، یک دقیقه مرا به یاد آر» تکرار می‌شود.  رعدی آذرخشی مخالفتی با نظر آرین‌پور ندارد، اما این شعر را از حیث «علو و ظرافت اندیشه»، «بار عاطفی» و «قدرت تخیل» برتر از شعر رجایی‌زاده می‌داند.
حسن جوادی، با توجه به آشنایی دهخدا با زبان و ادبیات فرانسه، توجه دهخدا (و همچنین رجایی‌زاده) به شعر «به یاد آر» از آلفرد دو موسه با مطلع «Ouvre au Soleil son palais enchanté» را محتمل می‌داند. همچنین ادوارد براون، وزن و ضرباهنگ به‌کاررفته در این شعر را متاثر از اشعار اروپایی می‌داند.
از نظر زمانی، ابتدا شعر موسه در سال ۱۸۴۲ م، سپس شعر رجایی‌زاده در سال ۱۸۸۵ م و بعد، شعر دهخدا در سال ۱۹۰۹ م سروده شده‌است. در هر سه شعر برای تصویرسازی از عناصر طبیعت استفاده شده‌است. اگرچه هر سه شعر در بستری رمانتیک سروده شده‌اند، وجه تمایز شعر دهخدا با دو شعر دیگر، بار اجتماعی و حرکت نمادین تصاویری است که در شعر خلق شده‌است. مثلا موسه با خلق تصاویری شاعرانه از معشوق می‌خواهد که شب و روز به یاد شاعر باشد، اما دهخدا به شب وجهی نمادین می‌بخشد که یادآور «استبداد» است.
مالکی معتقد است از آنجا که دهخدا دیوان اشعار ناصرخسرو و منوچهری دامغانی را تصحیح کرده، در سرودن شعر از آنها تأثیر پذیرفته‌است.

### اثرگذاری
یک سال پس از سرایش این شعر، حیدرعلی کمالی، شاعر مشروطه، در قطعه شعری با نام «به برادرزادگان من»، آشکارا از فرم و مضمون آن تأثیر پذیرفته‌است. همچنین شاعران دیگری مانند محمدتقی بهار و پروین اعتصامی نیز با الهام از «یاد آر ز شمع مرده یاد آر» سروده‌اند.
| مطلع                     | مطلع                       | شاعر              |
| ------------------------ | -------------------------- | ----------------- |
| ای مرغ سحر چو لیله تار   | انداخت ز رخ نقاب ظلمت      | احمد خرم          |
| آن گاه که کوکب سعادت     | گردد ز پس افق نمایان       | یحیی دانش         |
| صبح آمد و مرغ صبحگاهی    | زد نغمه به یاد عهد دیرین   | پروین اعتصامی     |
| ای دل ز جفای دیده یاد آر | زان اشک به ره چکیده یاد آر | محمدتقی بهار      |
| هر سال چو نوبهار خرم     | بیدار شود ز خواب نوشین     | اسدالله اشتری     |
| ای مرغ سحر چو باد شبگیر  | برخاست ز جانب خراسان       | عبدالرحمن فرامرزی |
| ای دختر کاخ و کشور جم    | تا کی به خلاف ره سپاری     | حیدرعلی کمالی     |

### بازآفرینی
«یاد آر ز شمع مرده یاد آر» در سال ۱۳۹۲ به عنوان شعر ترانهٔ «یاد آر» از آلبوم سراسر مه با صدای محمد معتمدی و آهنگسازی آرش کامور منتشر شد.

## یادداشت
1. ↑  در از صبا تا نیما، اعراب‌گذاری نشده‌است